# ایلدار حفیظوف
ایلدار حفیظوف (روسی: Ильдар Хафизов؛ زادهٔ ۳۰ ژانویهٔ ۱۹۸۸) کشتی‌گیر اهل ازبکستان-آمریکا است. وی سابقه حضور در المپیک ۲۰۲۰ توکیو را دارد.